# Святе Письмо
Святе Письмо — зібрання священних книг в авраамічних релігіях (юдаїзмі, християнстві та ісламі).

## Юдаїзм

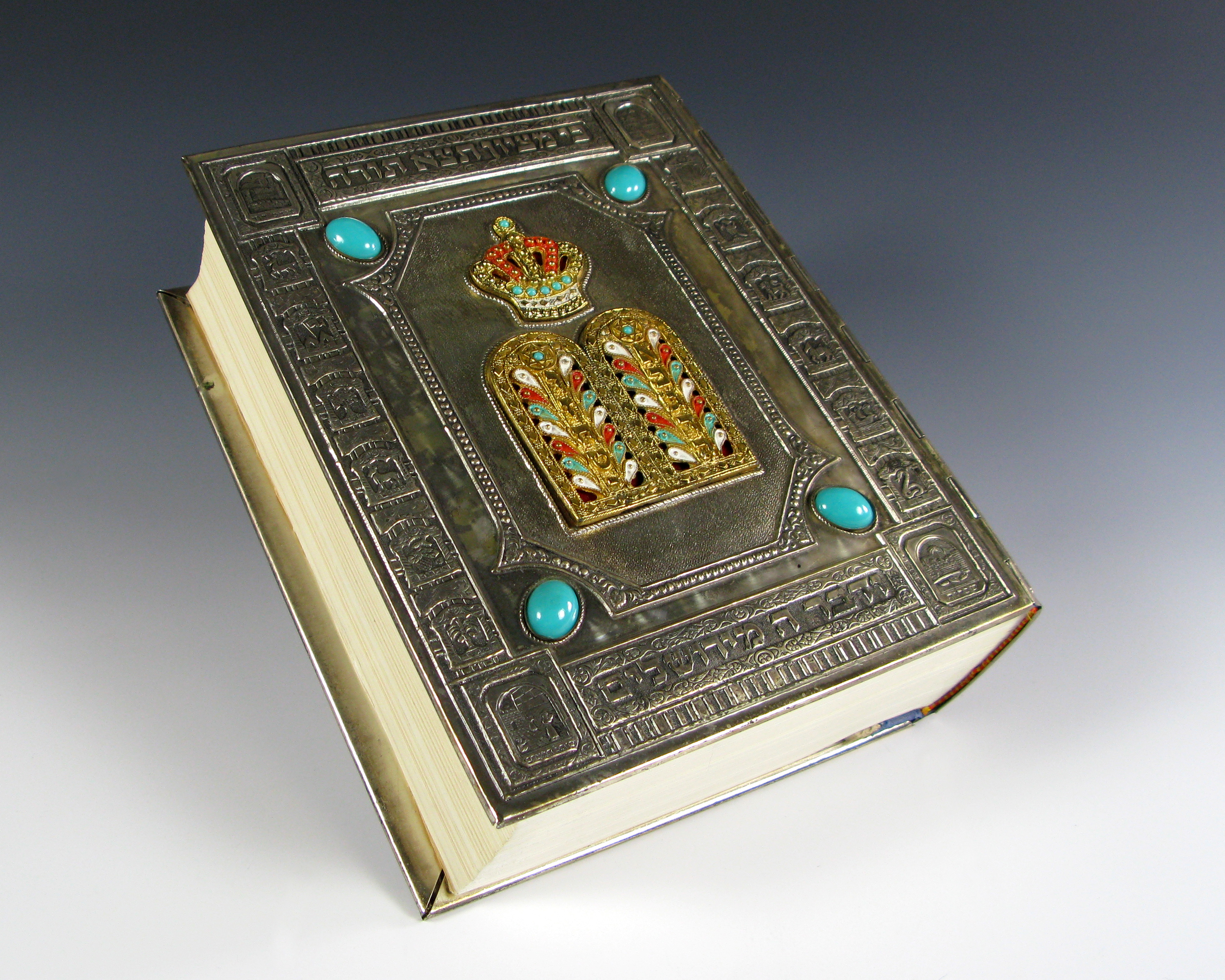
Танах в срібній палітурці.
Подарунковий екземпляр 1976 року, піднесений Єврейським фондом Бетті Форд

В юдаїзмі до Святого Письма відносять Танах (єврейську Біблію).
Існує також нечисленна етно-релігійна група — самаритяни (чисельність — 796 осіб на 2017 рік), які визнають Святим Письмом тільки самаритянське П'ятикнижжя, записане особливим самаритянських письмом і не визнають ті аспекти богослов'я, які розкриті в інших книгах Танаха.

## Християнство

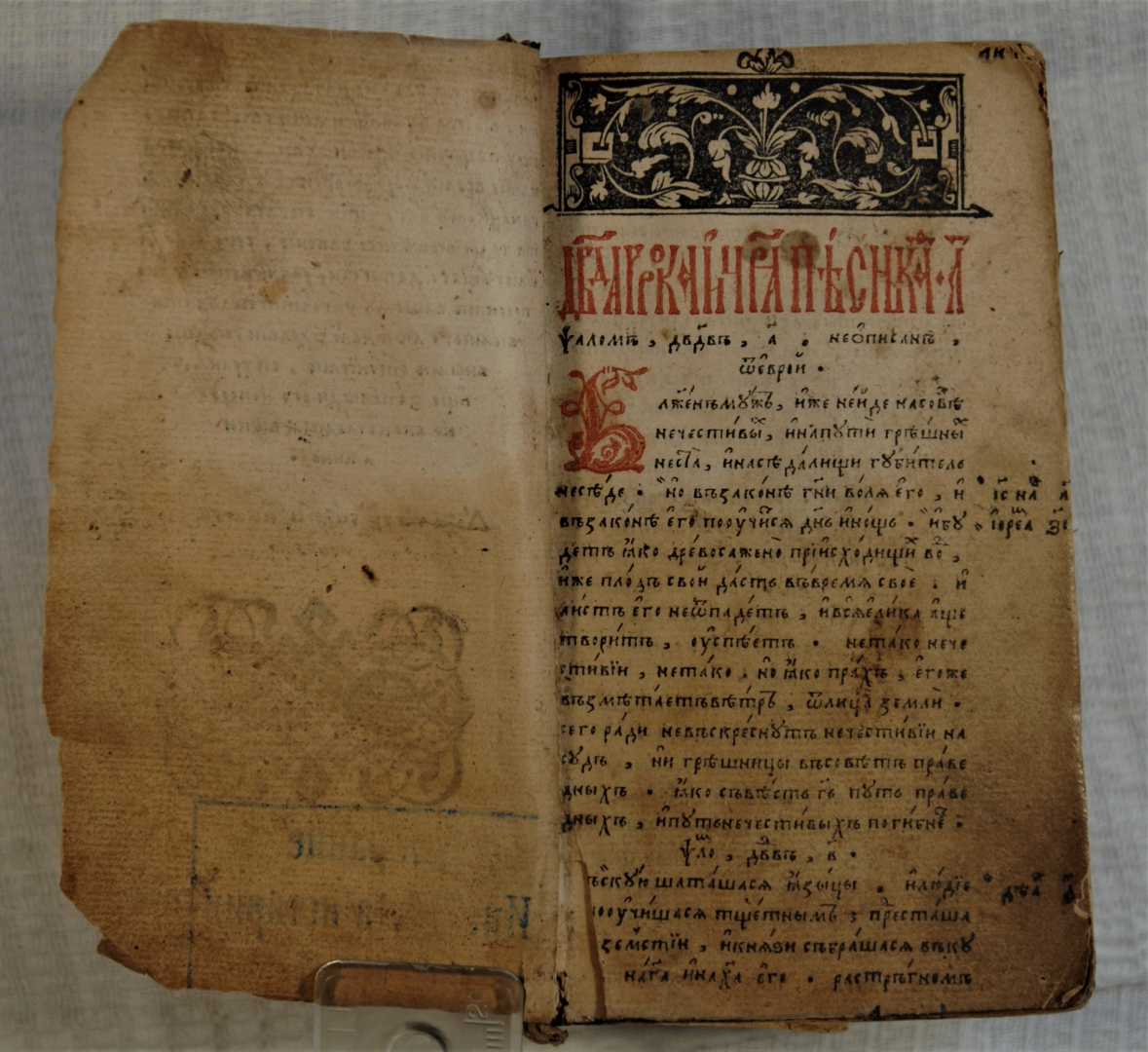
«Новий Завіт з Псалтирем» Івана Федорова, виданий у Острозі 1580 року.

У християнстві до Святого Письма належать Старий Завіт (Танах і додаткові священні книги) і Новий Завіт, з яких складається Біблія. Новий Завіт, особливо Євангеліє, в Біблії є найважливішим для християн.
Згідно з християнським віровченням, «усе Писання натхненне Богом» (2 Тим. 3:16) (маються на увазі книги Нового Заповіту і канонічні книги Старого Завіту) і містить в собі Божественне Одкровення.
Однак, деякі давньохристиянські конфесії не включають до свого канону низку біблійних книг: в сирійській Пешітті відсутнє Одкровення Іоанна Богослова і кілька соборних послань, а Ефіопська православна церква включає в Біблію кілька апокрифів — Книгу Ювілеїв і Першу книгу Еноха, а також деякі інші. Найпоширеніші Протестантські релігії не включають в число книг Старого Завіту так звані другоканонічні книги Святого Письма (в католицизмі) і неканонічні книги Святого Письма (в православ'ї), які для православних і католиків є складовою частиною Писання. Ці книги протестанти називають апокрифами, вони можуть міститися в окремому розділі протестантської Біблії під назвою «Апокрифи».

## Іслам

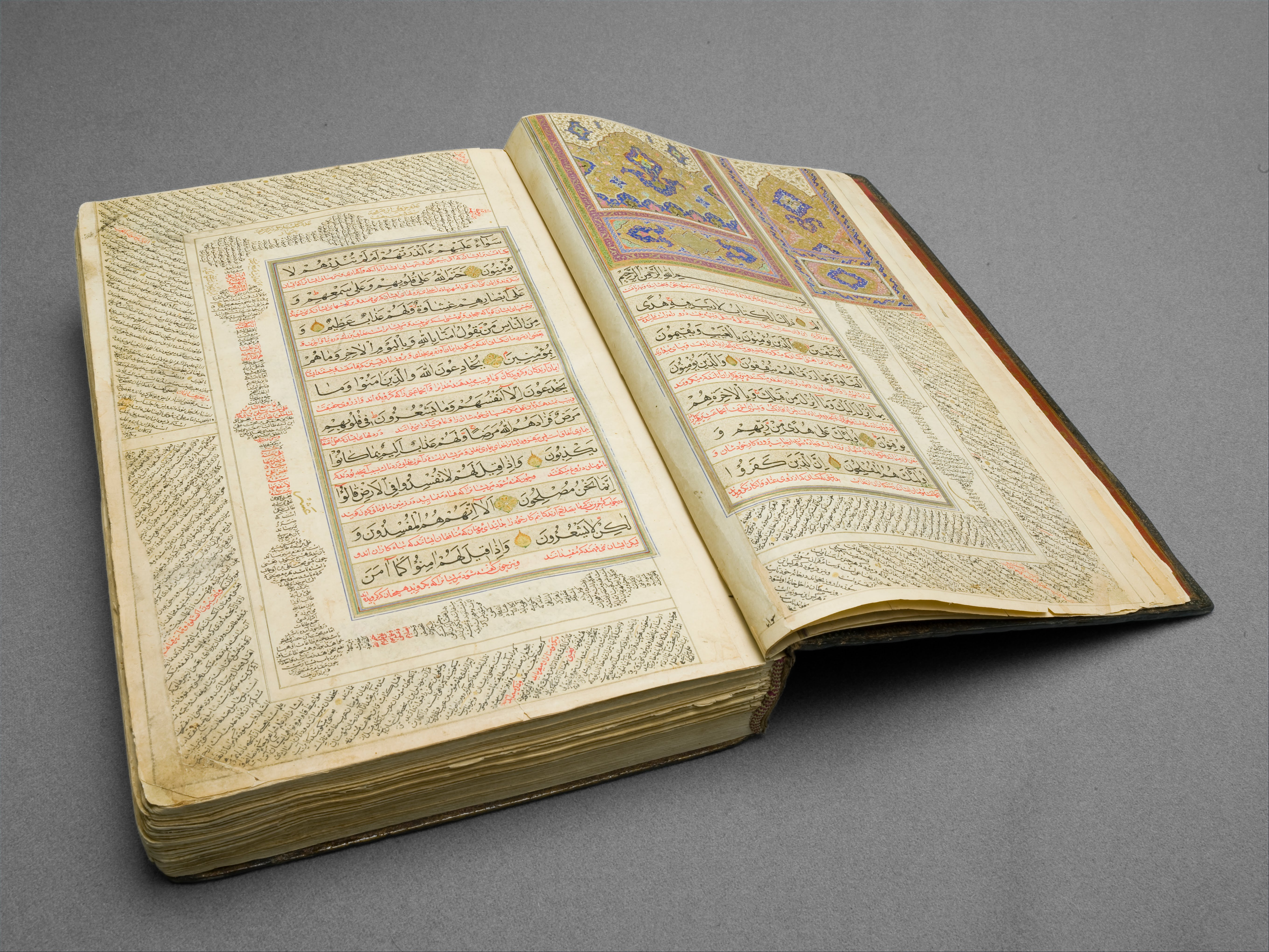
Рукописний примірник Корану. Індія, XVII століття

В ісламі до діючого Святого Письма належить тільки Коран, а все священні писання, що передували Корану, до яких мусульмани відносять Таура (П'ятикнижжя Мойсея), Забур (Псалтир), Інджил (Євангеліє), для мусульман мали тимчасовий характер і були скасовані. При цьому під Євангелієм мусульмани розуміють не канонічні Євангелія від Матвія, Марка, Луки та Іоанна, а божественну книгу, послану, за вченням ісламу, Ісі (Ісусу Христу), яка, за вченням ісламу, була загублена. За вченням ісламу, існуючі тексти Тори (П'ятикнижжя Мойсея), Псалтиря і Євангелія, були спотворені юдеями і християнами, справжні ж тексти не збереглися.